# Aphotic
Aphotic — восьмий студійний альбом гурту Novembers Doom зі штату Іллінойс, який виконує музику у стилі дез-дум-метал. У даному альбомі звичному звучанню дез-думу надано певного звукового забарвлення прогресивності.

## Список пісень
| #  | Назва                                       | Тривалість |
| -- | ------------------------------------------- | ---------- |
| 1. | «The Dark Host»                             | 8:06       |
| 2. | «Harvest Scythe»                            | 5:40       |
| 3. | «Buried»                                    | 6:32       |
| 4. | «What Could Have Been»                      | 6:31       |
| 5. | «Of Age And Origin - Part 1: A Violent Day» | 5:02       |
| 6. | «Of Age And Origin - Part 2: A Day Of Joy»  | 3:16       |
| 7. | «Six Sides»                                 | 7:47       |
| 8. | «Shadow Play»                               | 7:46       |

## Учасники
- Пол Кур — Вокал
- Лоуренс Робертс — Гітара
- Віто Маркезе — Гітара
- Майк Фельдман — Бас-гітара
- Саша Горн — Ударні

Запрошені учасники
- Аннеке ван Гірсберген — Вокал (What Could Have Been)
- Рейчел Бартон Пайн — Скрипка
- Дан Свано — Вокал (Of Age and Origin)
- Бен Джонсон — Клавішні